# 苹果公司总部
苹果公司总部（英語：Apple Campus）位于美国加利福尼亚州库比蒂诺无限环路1号。园区外觀设计类似大学，绿地围绕建筑，类似于郊区商务园区。

## 历史

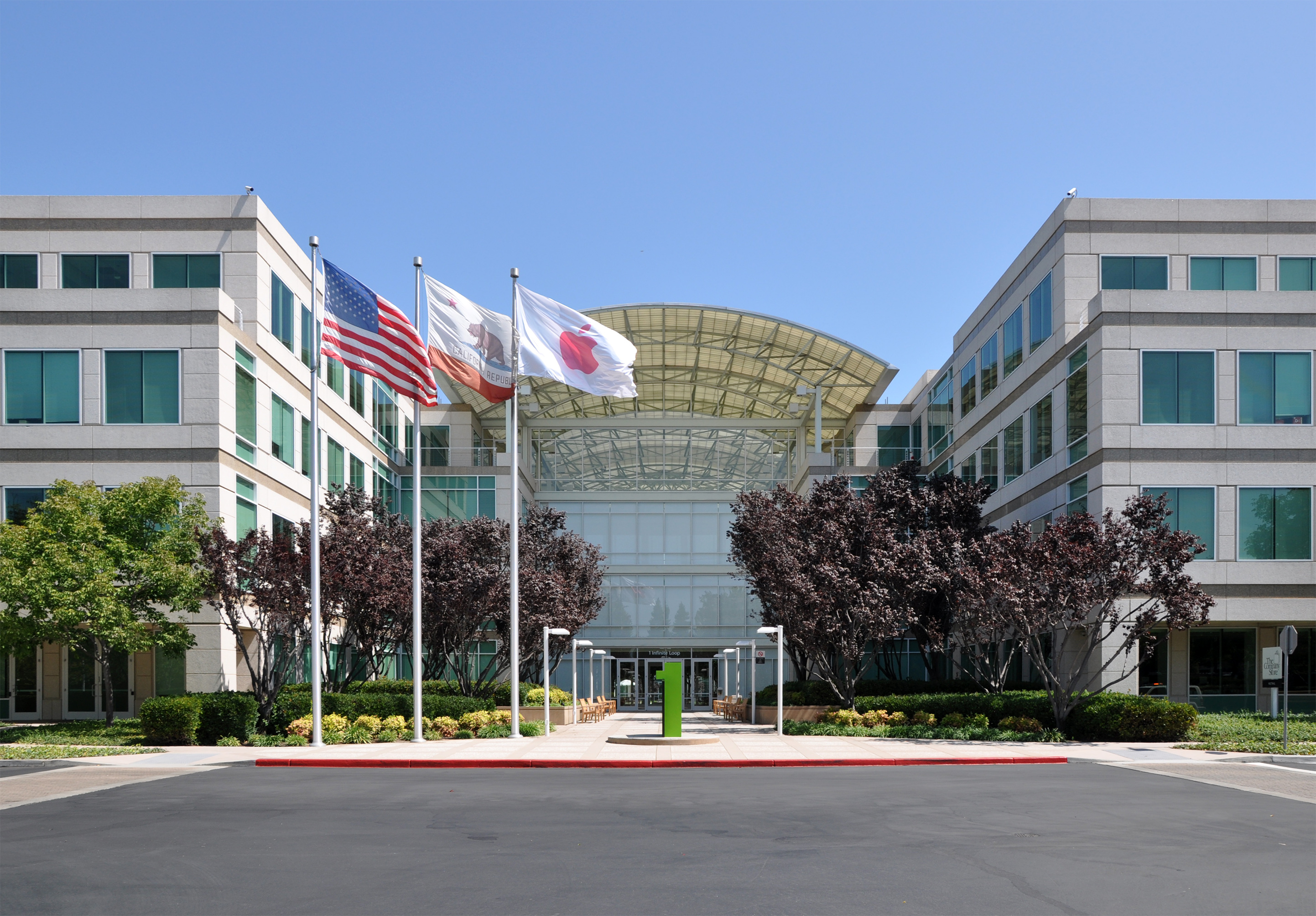
主楼（IL1）位于迪·安萨林荫大道的正面

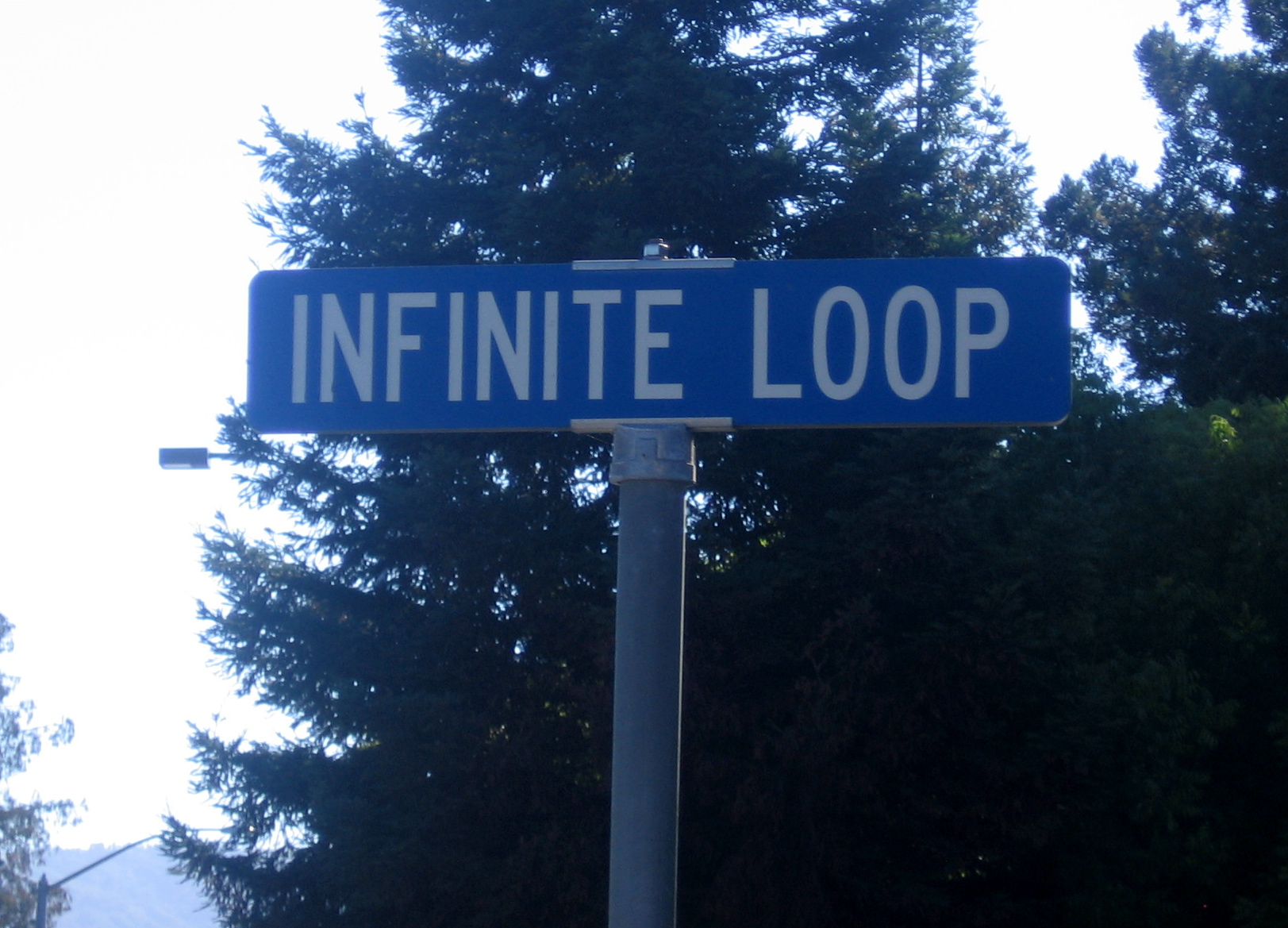
无限环路的路牌

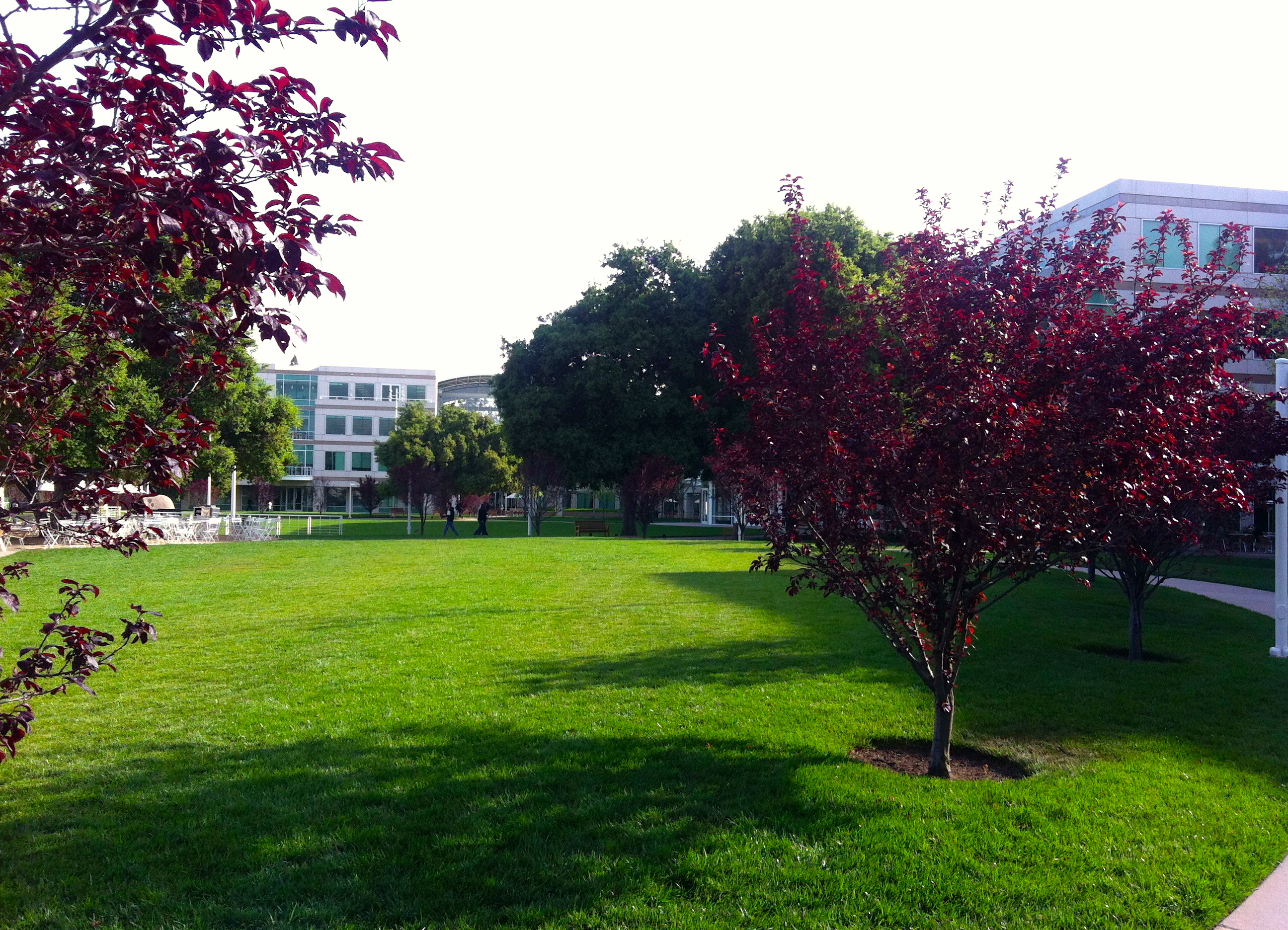
苹果公司总部内景，摄于Caffe Macs，面朝IL6大楼

苹果公司总部最初设在库比蒂诺马里亚尼大道（Mariani Ave）20525号一号楼。如今的总部位于马里亚尼一号楼东边，横跨园区兴建地迪·安萨林荫大道（De Anza Boulevard），此前曾被四相公司（Four Phase Systems，后来被摩托罗拉收购）占据。建筑占地85万平方英尺（79000平方米），于1992年由Sobrato开发公司动工，1993年竣工。1997年以前，总部举办的活动专用于研发，因此直到那个时候，大楼被称为R&D 1-6号大楼。1997年，斯蒂夫·乔布斯回归苹果，园区发生变化：公司占用建筑物的数量不断增加，与研发无关的各类活动搬到无限环路的建筑内举办，因此，它们开始被冠以IL代号。史蒂夫·乔布斯在总部内留下各种标识，例如禁止员工带宠物上班，还显著改善了食堂的菜单。
2008年8月12日晚，绿谷（Valley Green）6号大楼二楼发生火灾。消防员奋战数小时，直至翌日上午才将大火扑灭。事件没有造成人员伤亡，但这幢40年历史的大楼遭受200万美元的火灾损失。

## 原始园区

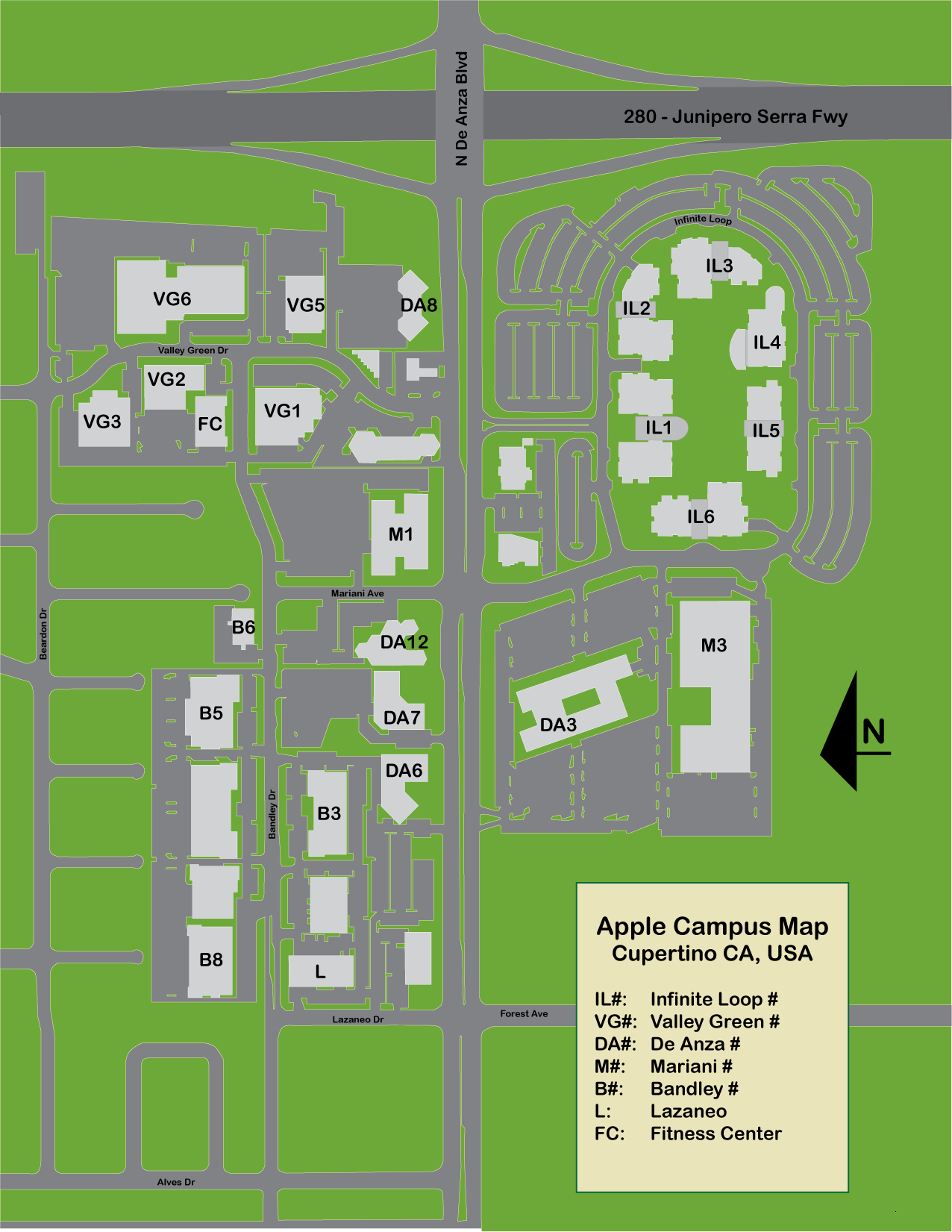
苹果总部地图

苹果公司总部位于280号州际公路和迪·安萨林荫大道的东南角，占地850,000平方英尺（79,000平方），六幢大楼分布着四层以上的楼层。私人U型街道无限环路上的每幢建筑以数字标号，这种命名展现出无限循环的现成概念。大街与马里亚尼大道实际上形成了无限期地循环的封闭道路。主楼位于加利福尼亚州库比蒂诺1号。员工称无限环路1-6号的建筑为IL1到IL6。除了无限环路的大楼，整个总部还在全市内占有另外30幢大楼用于容纳员工。其中一些建筑用于出租，每平方英尺平均租金2.5美元，另外一些则在最近被收购。新大楼的用地将用于旨在集中公司活动的第二个总部在未来的建设。总体而言，包括普鲁内里德奇大道（Pruneridge Avenue）上的九座新收购的大楼，公司在库伯蒂诺控制着用于活动的3,300,000平方英尺（310,000平方）土地，其中有8,800,000平方英尺（820,000平方）为办公空间和研发设施。

## 新園區
2006年4月，史蒂夫·乔布斯向库比蒂诺市议会宣布苹果已收购九座相邻的建筑，用于兴建第二个总部Apple Campus 2。总部位于现有设施东边一公里处。项目原本计划于2013年动工，2015年开放，但推迟到2014年才启动，预计于2016年末或2017年初开放。拟议的第二个总部亦邻近超级基金法案所规定的地下水扩散源。
苹果自1977年以来一直呆在库比蒂诺，这是公司决定在该地区建设，而不转到更便宜的偏僻位置的原因。汉斯有限合伙公司负责購入所需的建地，这样做至少在某些情况下没有披露出最终的买主是苹果。当地商业地产房地产经纪人菲利普·马奥尼（Philip Mahoney）指出，这是尝试安排购买由多个独立业主持有地块的连片土地的普遍做法，目的是从价格飞涨中保持成本，保障公司计划不会透露给竞争对手。其中一些销售商建筑有夏山公寓（Summerhill Homes，持有8英畝（32,000平方））和惠普公司（其在库珀蒂诺的总部有三座废弃的建筑物）。
土地成本估价1.6亿美元。新总部的设计将需要3到4年，项目成本估价500万美元。然而2013年的总成本估价接近50亿美元。到了2008年4月，苹果公司并没有需要动工的必备准可证，所以据估计最初提出的项目在2010年并未准备好。然而，建筑地点目前由苹果持有，用作业务运营。2010年11月，据《圣何塞水晶报》透露，苹果已经购买另外8英畝（32,000平方）被惠普废弃的土地，该地块北跨普鲁内里德奇大道。惠普搬到帕罗奥图之前，该空间用于在库珀蒂诺的总部。购地成本预计为3亿美元。此外，西班牙《经济学人》报（El Economista）透露全球知名的设计师诺曼·福斯特爵士（Lord Norman Foster）将负责新总部的设计。
2011年6月7日，时任苹果首席执行官史蒂夫·乔布斯向库比蒂诺展示新大楼及其周围建筑设计的细节。新总部目前占地175英畝（0.71平方），约2,800,000平方英尺（260,000平方）的四层环状建筑预计可容纳多达12000名员工，楼内咖啡厅提供3000个座位，大量的园林绿化包围其中，设有地下停车场。媒体广泛报道称新结构像“宇宙飞船”。其他设施包括设有1000个座位的礼堂、占地300000平方英尺（28000平方米）的研发中心、健身中心、果园和作为主要电源的专用发电厂（由天然气及其他更环保的方式发电）。乔布斯表示：“建筑中央是一个华丽的庭院，它是一个圆形，所以一路下去它是弯曲的。建这座楼这可不能最廉价的方式。”主楼的每块玻璃窗格将是弯曲的。事实证明这是乔布斯2011年10月去世前最后一次公开露面。
建成前的园林绿化面积占总体的20%。经过苹果公司的重建，这一比率将颠倒，新园区建成后的绿化面积将达到80%。
2013年10月15日，经过6个小时的辩论後，库比蒂诺市议会一致批准苹果公司的新总部计划。不久，准备建设的拆迁工作正式启动。
2017年4月，員工開始遷入接近完工的Apple Park辦公。